# Juno Awards 2010
Die Juno Awards 2010 wurden am 17. und 18. April 2010 in St. John’s, Neufundland und Labrador, Kanada verliehen. Die Hauptzeremonie fand im Mile One Centre statt. Es war die erste Verleihung ohne einen Moderator.
April Wine wurde in die Canadian Music Hall of Fame aufgenommen, Bryan Adams erhielt den Allan Waters Humanitarian Award für seine Teilnahme an Benefizveranstaltungen und -konzerte. Ross Reynolds, Gründungsmitglied der Canadian Academy of Recording Arts and Sciences und ehemaliger Leiter von Universal Music Canada, erhielt den Walt Grealis Special Achievement Award.
CARAS vergab den Ort der Veranstaltung an Neufundland und Labrador nach einem Angebot in Höhe von $1,5 Millionen kanadische Dollar. Die Hälfte wurde von der Provinz vorgelegt, $250,000 kamen von St. John’s und der Rest von der Atlantic Canada Opportunities Agency.

## Veranstaltung
Die Juno Week begann am 12. April 2010 mit einer Eröffnung im Confederation Building. In der darauf folgenden Woche fanden Konzerte und Events statt, wie das JunoFest und das Benefiz-Eishockey-Spiel Juno Cup.
Am 17. April fand die Juno Fan Fare statt, eine Veranstaltung mit Interviews, Gewinnspielen und Frantreffen statt. Jedoch konnten einige Gäste, darunter auch Alexisonfire  nicht daran teilnehmen, weil das Wetter so neblig war, dass einige Flugzeuge nicht landen konnten. So vielen auch einige Konzerte aus.
Am 17. April wurden im Rahmen eines Gala-Dinners 32 Preise vergeben. Am nächsten Tag fand vor der Hauptveranstaltung der Songwriters’ Circle statt, der von Dallas Green geleitet wurde und auf CBC Radio 2 übertragen wurde.

### Hauptveranstaltung
Die Hauptpreise wurden am 18. April 2010 Mile One Centre  vergeben. Die Veranstaltung wurde von CTV übertragen.
Classified interpretierte zu Beginn Oh… Canada außerhalb des gebäudes, wo auch eine große Bühne aufgebaut war. Bryan Adams verpasste die Veranstaltung , da die Flugzeuge wegen eines Ausbruchs des Eyjafjallajökull nicht fliegen konnten, ihm wurde der Allan Waters Humanitarian Award daher per Videoschaltung verliehen.
Auftritte bei der Veranstaltung gab es von Justin Bieber, Billy Talent, Blue Rodeo, Michael Bublé, Drake, Great Lake Swimmers, K’naan, Metric und Johnny Reid.
Gäste und Präsentatoren waren unter anderem:
- Barenaked Ladies, Jully Black, Jarvis Church, Terri Clark, Alex Cuba, Amelia Curran, deadmau5, Lights, Damhnait Doyle, Danny Fernandes, Great Big Sea, Dallas Green, Hedley, Carly Rae Jepsen, Shiloh, Stereos, Kim Stockwood, The Trews und Nikki Yanofsky[3]
- Barry Stock (Three Days Grace) moderierte April Wines Aufnahme in die Canadian Music Hall of Fame
- Alexandre Bilodeau und Jon Montgomery
- Luther Brown (So You Think You Can Dance Canada), Leah Miller (eTalk), Seamus O’Regan (Canada AM)
- James Moore (Minister of Canadian Heritage and Official Languages)

Während der Hauptveranstaltung wurden folgende Kategorien vergeben:
- Album of the Year
- Fan Choice Award
- Group of the Year
- New Artist of the Year
- Rap Recording of the Year
- Single of the Year
- Songwriter of the Year

## Veränderungen zum Vorjahr
Folgende Kategorien wurden geändert:
- Country Album of the Year – ursprünglich als Country Recording of the Year richtet sich die Kategorie nun unter dem neuen Namen an Alben, nicht mehr an Songs
- Music DVD of the Year und Vocal Jazz Album of the Year – ursprünglich als Abstimmungspreis eingeführt handelt es sich nun um eine Jury-Entscheidung
- Pop Album of the Year und Rock Album of the Year – Die Nominierungen werden zu gleichen Teilen von den Verkaufszahlen und von einer Jury bestimmt, der Gewinner wird durch Abstimmung ermittelt.
- CD/DVD Artwork of the Year wurde durch Recording Package of the Year ersetzt.

## Gewinner und Nominierungen
Die Nominierungen wurden am 3. März 2010 verkündet. Michael Bublé erhielt sechs Nominierungen und erhielt vier Awards (Album of the Year, Fan Choice Award, Pop Album of the Year and Single of the Year). Billy Talent, Drake und Johnny Reid erhielten vier Nominierungen. Drake, dessen Debütalbum noch nicht erschienen war, gewann zwei kategorien (New Artist of the Year and Rap Recording of the Year), ebenso wie K'Naan (Artist of the Year and Songwriter of the Year).

### Personen
| Artist of the Year | Group of the Year |
| --- | --- |
| K’naan - Jann Arden - Michael Bublé - Diana Krall - Johnny Reid | Metric - Billy Talent - Blue Rodeo - Hedley - The Tragically Hip |
| New Artist of the Year | New Group of the Year |
| Drake - Justin Bieber - Danny Fernandes - Carly Rae Jepsen - Shiloh | Arkells - Down With Webster - The New Cities - Stereos - Ten Second Epic |
| Fan Choice Award | Songwriter of the Year |
| Michael Bublé - Maxime Landry - Nickelback - Johnny Reid - Ginette Reno | K’naan – Wavin' Flag (mit B. Mars, P. Lawrence und J. Daval), Take A Minute, If Rap Gets Jealous (mit Gerald Eaton und Brian West) (K'naan, Troubadour) - Michael Bublé – Haven’t Met You Yet, Hold On (mit Alan Chang und Amy S. Foster) (Michael Bublé, Crazy Love) - Emily Haines and James Shaw – Gimme Sympathy, Sick Muse, Help I’m Alive (Metric, Fantasies) - Carly Rae Jepsen and Ryan Stewart – Tug of War, Bucket, Money and the Ego (Carly Rae Jepsen, Tug of War) - Joel Plaskett – Through & Through & Through, Deny, Deny, Deny, All the Way Down the Line" (Joel Plaskett, Three) |
| Jack Richardson Producer of the Year | Recording Engineer of the Year |
| Bob Rock, Haven't Met You Yet und Baby (You've Got What It Takes) (Michael Bublé, Crazy Love) - Kevin Churko, Look Where You're Walking (Modern Science Mimortl, Modern Science, zusammen mit Kane Churko); The Dream (In This Moment, The Dream) - David Foster, Cry Me a River und All of Me (Michael Bublé, Crazy Love) - Fred St-Gelais, Plaisirs amers und C'est moi (Marie-Mai, Version 3.0) - Michael Phillip Wojewoda: Palm Trees und The Key (Different Than I Used To Be) (Jennifer LFO, Songs from the Alien Beacon, zusammen mit Jennifer Foster) | Dan Brodbeck, Apple of My Eye und Be Careful (Dolores O’Riordan, No Baggage) - John Bailey, I Can't Make You Love Me (Sophie Milman, Take Love Easy); Havana City (Hilario Duran, Motion) - Jon Drew, Oh! The Boss Is Coming! und Pullin' Punches (Arkells, Jackson Square) - Darryl Neudorf, And When You Wake Up (Blue Rodeo, The Things We Left Behind); Fever (Neko Case, Middle Cyclone) - Denis Tougas, Save Your Love und The Mad Mile (Kirsten Jones, The Mad Mile) |

### Alben
| Album of the Year | Aboriginal Album of the Year |
| --- | --- |
| Crazy Love – Michael Bublé - Billy Talent III – Billy Talent - Quiet Nights – Diana Krall - Dance with Me – Johnny Reid - My World – Justin Bieber | We Are... – Digging Roots - Distant Morning Star – Digawolf - Sing Soul Girl – Inez Jasper - Swagger – Lucie Idlout - Trail of Tears – Wayne Lavallee |
| Adult Alternative Album of the Year | Alternative Album of the Year |
| Three – Joel Plaskett - How to Fall Down in Public – Howie Beck - Masters of the Burial – Amy Millan - Nineteen Seventy-Seven – 1977 - Way Down Here – Cuff the Duke | Fantasies – Metric - Face Control – Handsome Furs - I Can Wonder What You Did with Your Day – Julie Doiron - Post-Nothing – Japandroids - Sainthood – Tegan & Sara |
| Blues Album of the Year | Children’s Album of the Year |
| The Corktown Sessions – Jack de Keyzer - From the Water – Colin Linden - I Need a Hat – Downchild - Low Fidelity – Treasa Levasseur - Steady Movin‘ – Carlos del Junco | Love My New Shirt – Norman Foote - Action Packed – Bobs and Lolo - I'm Me! – Charlie Hope - Walk On – The Kerplunks - We Share The Earth – The Bee's Knees |
| Classical Album of the Year (solo or chamber ensemble) | Classical Album of the Year (large ensemble) |
| Joel Quarrington: Garden Scene – Joel Quarrington - El Dorado – Caroline Leonardelli - James Ehnes plays Paganini 24 Caprices – James Ehnes - Philip Glass : Portrait – Angèle Dubeau & La Pietà - Tchaikovsky: Souvenir de Florence, Quartet No. 1 – I Musici de Montréal | Mathieu, Shostakovich, Mendelssohn: Concertino & Concertos – Alain Lefèvre & London Mozart Players - Bartók – Les Violons du Roy - Bruckner 8 – Yannick Nézet-Séguin & Orchestre Métropolitain - Mendelssohn – Piano Concertos 1 & 2 – Symphony No. 5 – Louis Lortie and Orchestre symphonique de Québec - Selections from the 2009 National Tour – National Youth Orchestra of Canada |
| Classical Album of the Year (vocal or choral performance) | Contemporary Christian/Gospel Album of the Year |
| Adrianne Pieczonka sings Puccini – Adrianne Pieczonka - Gomidas Songs – Isabel Bayrakdarian - Melodiya: Glinka, Mussorgsky, Rachmaninov, Tchaikovsky – Orchestre Radio-Canada Musique - Porpora Arias – Karina Gauvin - Songs by Ravel – Gerald Finley                     | Where's Our Revolution – Matt Brouwer - Dear Diary – FM Static - Devotion – Steve Bell - Welcome to the Masquerade – Thousand Foot Krutch - What I Gotta Say – Janelle |
| Country Album of the Year | Francophone Album of the Year |
| Dance With Me, Johnny Reid - Believe, Emerson Drive - Go, Doc Walker - The Long Way Home, Terri Clark - The Road Hammers II, The Road Hammers | Les sentinelles dorment – Andrea Lindsay - Dans mon corps – Les Trois Accords - Mille excuses milady – Jean Leloup - Un serpent sous ses fleurs – Yann Perreau - Un toi dans ma tête – Luc de Larochellière |
| Instrumental Album of the Year | International Album of the Year |
| As Seen Through Windows – Bell Orchestre - Beats on Canvas – Beats on Canvas - L'île de Sept Villes – The Hylozoists - Trifecta – Pavlo, Rik Emmett and Oscar Lopez - Yalla Yalla! – Sultans of String                                                                     | Only by the Night – Kings of Leon - Circus – Britney Spears - The E.N.D. – The Black Eyed Peas - Fearless – Taylor Swift - I Dreamed a Dream – Susan Boyle |
| Contemporary Jazz Album of the Year | Traditional Jazz Album of the Year |
| The Happiness Project – Charles Spearin - Infernal Machines – Darcy James Argue's Secret Society - Motion – Hilario Duran - Silverbirch – John Roney with the Silver Birch String Quartet - Songbook Vol. 1 – Kirk MacDonald Quartet                                       | It's About Time – Terry Clarke - Bluesy Lunedi – Alain Bédard - Pleased to Meet You – Oliver Jones and Hank Jones - Regeneration – Al Henderson Septet - Strands II – Darren Sigesmund |
| Vocal Jazz Album of the Year | Pop Album of the Year |
| Ranee Lee Lives Upstairs – Ranee Lee - Haven't We Met? – Emilie-Claire Barlow - I Like Men – Carol Welsman - Lovelight – Michael Kaeshammer - Quiet Nights – Diana Krall                                                                                                   | Crazy Love – Michael Bublé Other Nominees: - The Listening – LIGHTS - My World – Justin Bieber - The Show Must Go – Hedley - Stereos – Stereos |
| Rap Recording of the Year | Rock Album of the Year |
| So Far Gone, Drake - Self Explanatory, Classified - Still Fly, Big Page, Drake & U.G.O Crew - Troubadour, K'naan - Yes!, k-os | Billy Talent III – Billy Talent - Dark Horse – Nickelback - Life Starts Now – Three Days Grace - Old Crows/Young Cardinals – Alexisonfire - We Are the Same – The Tragically Hip |
| Roots & Traditional Album of the Year – Solo | Roots & Traditional Album of the Year – Group |
| Hunter, Hunter, Amelia Curran - Achin in Yer Bones, Romi Mayes - Losin' Lately Gambler, Corb Lund - Pink Strat, Bahamas - Queen’s Hotel, John Wort Hannam | The Good Lovelies, The Good Lovelies - Annie Lou, Annie Lou - Let's Just Stay Here, Carolyn Mark and NQ Arbuckle - Lost Channels, Great Lake Swimmers - No Fool for Trying, Madison Violet |
| World Music Album of the Year | |
| Comfortably Mine, Dominic Mancuso - Alex Cuba, Alex Cuba - La danse de l’exilé, Karim Saada - Slide to Freedom 2: Make a Better World, Doug Cox Salil Bhatt and Cassius Khan - Sunplace, Jaffa Road                                                                        | |

### Lieder und Aufnahmen
| Single of the Year | Classical Composition of the Year |
| --- | --- |
| Haven't Met You Yet – Michael Bublé - Anybody Listening – Classified - Best I Ever Had – Drake - Love Is a First – The Tragically Hip - Rusted from the Rain – Billy Talent          | Lament in the Trampled Garden, Marjan Mozetich (Album: Lament in the Trampled Garden) - Angels in Flight, Marjan Mozetich., (Album: Lament in the Trampled Garden) - Dreams of Flying, Rob Teehan (National Youth Orchestra of Canada) - Earth Songs, Stephen Chatman (Album: Earth Songs) - Nocturne, Leonard Enns (DaCapo Chamber Choir: Shadowland) |
| Dance Recording of the Year | R&B/Soul Recording of the Year |
| For Lack of a Better Name, Deadmau5 - I'm No Human, Misstress Barbara - Runnin, Doman and Gooding with Dru and Lincoln - Shine 4U, Carmen and Camille - Thunderheist, Thunderheist   | Lonesome Highway, Jacksoul - The Black Book, Jully Black - The Bridge, Melanie Fiona - Intro, Danny Fernandes - The Long Way Home, Jarvis Church |
| Reggae Recording of the Year | |
| Gonna Be Alright, Dubmatix with Prince Blanco - American Dream, Carl Henry - Breaking Up, Tanya Mullings - Show Me The Way, Kim Davis - Wha-La-La-Leng, Ghislain Poirier with Face-T | |

### Weitere
| Music DVD of the Year | Recording Package of the Year |
| --- | --- |
| Iron Maiden: Flight 666 (Iron Maiden), Stefan Demetriou, Sam Dunn, Scott McFadyen, Rod Smallwood, Andy Taylor - Acoustic – Friends & Total Strangers (The Trews), John-Angus MacDonald, Tim Martin, Larry Wanagas - Drum! Live (Drum!), Daniel Brooker, Brookes Diamond, Doris Mason, Colin Smeltzer, Aaron Young - Miroir Noir (Arcade Fire), Arcade Fire, Vincent Morisset - Snakes & Arrows Live (Rush), Pegi Cecconi, Ray Danniels, François Lamoureux, Pierre Lamoureux, Allan Weinrib | Martin Bernard, Stéphane Cocke, Thomas Csano: Beats on Canvas, Beats on Canvas - Thomas Csano, Alex McLean: Wooden Arms, Patrick Watson - Rachelle Dupere, Derek Henderson, Evan Kaminsky: Masters of the Burial, Amy Millan - Alex Durlak: Potential Things, Canaille - Justin Ellsworth, Vanessa Heins, Daniel Romano, Ken Reaume: Bring Me Your Love (special edition), City and Colour |
| Video of the Year | |
| Little Bit of Red – Serena Ryder - Anybody Listening – Classified - Heavens to Purgatory – The Most Serene Republic - It's Okay – Land of Talk - Mr. Hurricane – Beast | |